# Új-zélandi medvefóka
Az új-zélandi medvefóka (Arctocephalus forsteri) az emlősök (Mammalia) osztályának a ragadozók (Carnivora) rendjébe, ezen belül a fülesfókafélék (Otariidae) családjába tartozó faj.

## Előfordulása
Új-Zélandon és Ausztrália déli partvidékein él.

## Megjelenése
Az új-zélandi medvefóka pofája hegyesen megnyúlt. A nőstények súlya körülbelül 40 kilogramm, a méretük átlagosan 1,2 méter. A hímek mérete körülbelül 1,6 méter, tömegük megközelítheti akár a 160 kilogrammot is. Bundájuk kétrétegű, eredeti színe sötétbarna, de vizesen fekete színben tündöklik.

## Életmódja
Ragadozó állat, fő táplálékai fejlábúak, makrélafélék és barrakudák. Éjjel vadászik, napközben pedig a partvidéki sziklákon emészt.